# John Noel
John Hopkins Noel (ur. 6 lutego 1888 w Nashville, zm. 4 listopada 1939 tamże) – amerykański strzelec, mistrz olimpijski.
Pochodził z Nashville, gdzie był pośrednikiem w obrocie nieruchomościami i właścicielem Noel Hotel & Garage. Uczęszczał do Culver Military Academy.
Noel uczestniczył w Letnich Igrzyskach Olimpijskich 1924 w jednej konkurencji. W trapie drużynowym Amerykanie zostali złotymi medalistami, a Noel uzyskał piąty wynik w zespole (skład reprezentacji: Fred Etchen, Frank Hughes, John Noel, Clarence Platt, Samuel Sharman, William Silkworth). Jego wynik nie wchodził do punktacji drużyny, gdyż liczyły się rezultaty wyłącznie czterech najlepszych strzelców z każdego zespołu, jednak mimo to uznawany jest za medalistę tych zawodów.

## Wyniki

### Igrzyska olimpijskie
| Igrzyska | Konkurencja | Wynik                           | Miejsce | Źródło |
| -------- | ----------- | ------------------------------- | ------- | ------ |
| IO 1924  | Trap        | 363 pkt. (druż.) 87 pkt. (ind.) |         | [ 1 ]  |